# Dirck van Delen

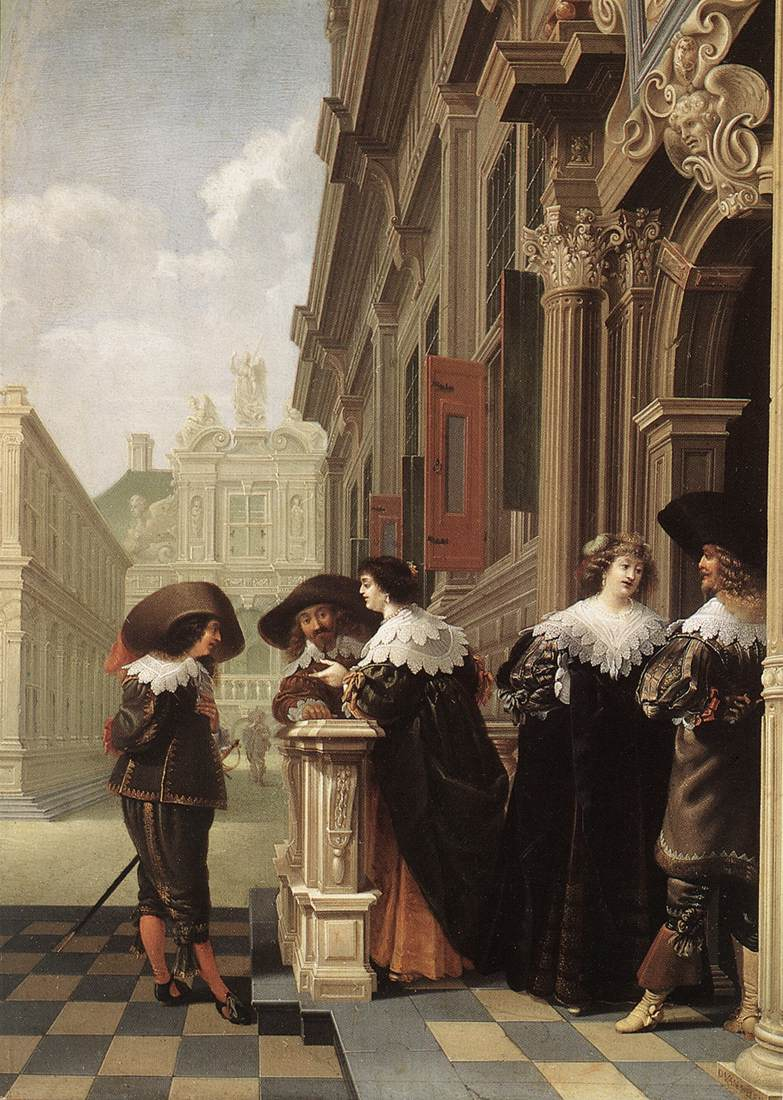
Konversation utanför ett slott av van Delen.

Dirck van Delen, född omkring 1605, död 16 maj 1671, var en nederländsk konstnär.
Van Delen utförde arkitekturstycken och interiörer av praktrum och liknande. Staffagefigurerna på hans målningar anses målade av Anthonie Palamedesz. eller någon annan samtida Haarlemmästare. I Nationalmuseum, Stockholm finns en 1631 signerad duk, Interiör med förnämt bordsällskap, i Kunstmuseet, Köpenhamn finns en 1644 signerad palatsarkitektur, Konversation utanför ett slott.